# Jean Marlin

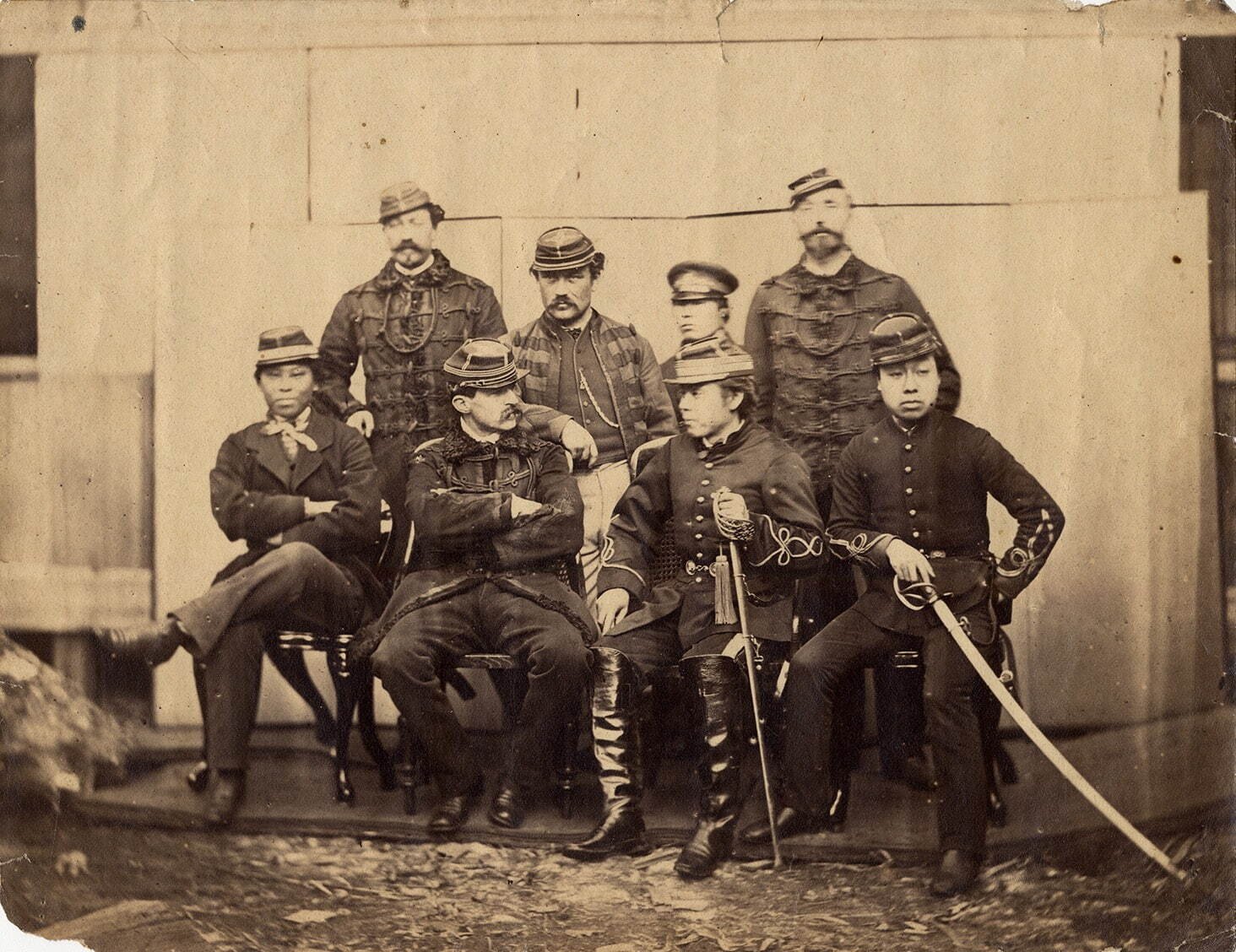
Nhóm cố vấn quân sự Pháp và các đồng minh người Nhật của họ, ở Ezo (Hokkaido). Jean Marlin là người thứ hai từ trái sang ở hàng sau.

Jean Marlin (1833 – 1872) là hạ sĩ quan và trung sĩ thuộc Tiểu đoàn 8 Bộ binh Pháp. Ông là thành viên của Phái bộ quân sự Pháp đầu tiên đến Nhật Bản vào năm 1867, đi cùng với Jules Brunet. Ông từng phụ trách việc hướng dẫn bộ binh trong quân đội của Mạc phủ Tokugawa.
Từ sau khi chiến tranh Boshin bùng nổ và tuyên bố đứng trung lập của các cường quốc phương Tây, Marlin đã chọn từ chức khỏi quân đội Pháp và tiếp tục đứng về phía Mạc phủ Tokugawa tham chiến chống lại quan quân phe triều đình. Sau khi Mạc phủ sụp đổ, ông quay sang gia nhập Cộng hòa Ezo cùng với Brunet và những người Pháp đào tẩu khác.
Sau khi chiến tranh kết thúc, ông đành lên thuyền về nước. Đến năm 1871, cùng với các cựu sĩ quan François Bouffier và Arthur Fortant trong phái bộ năm 1867, Marlin quay trở lại Nhật Bản đảm nhận việc giảng dạy tại trường quân sự Osaka, lần này với tư cách là một thường dân. Ông qua đời ở nước Nhật vì bệnh tật vào tháng 4 năm 1872, và được chôn cất tại Nghĩa trang Quốc tế Yokohama.